# Expédition de Zaid ibn Haritha (Al-Jumum)
Pour les articles homonymes, voir Expédition de Zaid ibn Haritha.
L'expédition de Zaid ibn Haritha à al-Jumum se déroula en septembre 627 AD, 6AH du calendrier Islamique.
Elle permit la libération d'un esclave, Zayd ibn Harithah.
Un peloton, sous le commandement de Zaid bin Haritha, fut envoyé à Al-Jumum, la maison de Banu Salim, au cours de la même année. Un groupe de non-musulmans furent capturés, ainsi qu'une femme des Banu Muzaina. Celle-ci les assaillants dans le camp de l’ennemi. Là, les hommes de Mahomet firent des captives et obtinrent beaucoup de butin. Plus tard, Mahomet accorda à la femme la liberté et la donna en mariage à un de ses ministres. 